# 荛花
荛花（学名：Laplacea canescens）是山茶科南美大头茶属的植物。分布于尼泊尔以及中国大陆的西藏等地，生长于海拔2,800米的地区，多生在山坡灌丛，目前尚未由人工引种栽培。

## 别名
灰白荛花、黄荛花

## 延伸阅读
[在维基数据编辑]
 《欽定古今圖書集成·博物彙編·草木典·蕘花部》，出自陈梦雷《古今圖書集成》
 《植物名實圖考·蕘花》，出自吳其濬《植物名實圖考》